# Lashinda Demus
Lashinda Monique Demus (Inglewood, 10 maart 1983) is een Amerikaanse voormalige  hordeloopster, die gespecialiseerd was in de 400 m horden. Ze werd wereldkampioene en meervoudig Amerikaans kampioene in deze discipline. Ze nam tweemaal deel aan de Olympische Spelen, en won in 2012 (Londen) de zilveren medaille op de 400 m horden. Deze medaille werd jaren later opgewaardeerd naar goud, omdat de aanvankelijke winnares werd gediskwalificeerd vanwege een overtreding van het dopingreglement.

## Biografie

### Successen als junior
Haar eerste succes boekte Demus in 1999 met het winnen van een gouden medaille bij de Amerikaanse jeugdkampioenschappen in 57,95 s. Later dat jaar won ze met 57,04 eveneens goud bij de Pan-Amerikaanse jeugdkampioenschappen. In 2002 werd ze opnieuw Amerikaans jeugdkampioene en won ze in het Jamaicaanse Kingston een gouden medaille bij de wereldkampioenschappen voor junioren. Met een tijd van 54,70 bleef ze de Jamaicaanse atletes Melaine Walker (zilver; 56,03) en Camile Robinson (brons; 56,14) met ruime voorsprong voor. Deze tijd was tevens geldig als wereldjeugdrecord.

### Deelname aan OS en WK
In 2004 werd Demus derde bij de Amerikaanse Trials en kwalificeerde zich hiermee voor de Olympische Spelen van Athene. Op de Spelen sneuvelde ze in de halve finale met een tijd van 54,32. Het jaar erop begon ze vrij succesvol met het winnen van een gouden medaille bij de Amerikaanse kampioenschappen. Op de wereldkampioenschappen van 2005 in Helsinki won ze met een persoonlijk record van 53,27 een zilveren medaille op de 400 m horden. Later dat jaar won ze op de 400 m horden ook de wereldbekerwedstrijd en de wereldatletiekfinale. In 2006 stond ze eveneens op het hoogste schavot bij de wereldatletiekfinale.

### Comeback na geboorte tweeling
In juni 2007 schonk Lashinda Demus het leven aan een tweeling. Hierna probeerde ze een comeback te maken. Met een vierde plaats bij de Amerikaanse Trials in Eugene slaagde ze er niet in zich te plaatsen voor de Olympische Spelen van 2008 in Peking.
Begin 2009 gaf ze blijk van haar kunnen door voor de derde maal in haar sportcarrière de Amerikaanse titel op de 400 m horden te veroveren. Ze finishte met meer dan de toegestane wind in 53,78. Op 28 juli 2009 verbeterde ze haar persoonlijk record op de 400 m horden naar 52,63 s. Bij de WK van 2009 in Berlijn won ze met haar teamgenotes Debbie Dunn, Allyson Felix en Sanya Richards een gouden medaille op de 4 x 400 m estafette. Met een tijd van 3.17,83 eindigde de Amerikaanse ploeg  voor de estafetteploegen uit Jamaica (zilver; 3.21,15) en Rusland (brons; 3.21,64). Individueel was ze ook succesvol en won ze met 52,96 een zilveren medaille op de 400 m horden. Alleen de Jamaicaanse Melaine Walker bleef haar voor met een kampioenschapsrecord van 52,42.
Op de Olympische Zomerspelen 2012 in Londen drong Demus op de 400 m horden via 54,60 (serie), 54,08 (halve finale) door tot de finale. Met een tijd van 52,77 werd ze in de finale tweede achter de Russische Natalja Antjoech (goud; 52,70) en voor de Tsjechische Zuzana Hejnová (brons; 53,38). Jaren later schoven zowel Demus als Hejnová een plaatsje op als gevolg van de diskwalificatie van Antjoech vanwege een dopingovertreding.  
Als regerend wereldkampioene hoefde Demus zich in 2013 niet te kwalificeren voor de WK van Moskou tijdens de Amerikaanse nationale kampioenschappen. Daardoor verdedigde ze niet de titel de ze in 2012 veroverde. Wel deed de atlete een aantal keer mee aan Diamond League-wedstrijden. Ze zette haar beste prestatie voor de WK neer tijdens de Bislett Games in Oslo (54,69), maar dit was slechts goed voor een vijfde plek tijdens de wedstrijd en een tiende plek op de ranglijst. Demus presteerde tijdens in Moskou significant beter dan in het voorseizoen en liep in de halve finale en de finale de twee beste tijden van haar seizoen. In de finale liep ze 54,27, waarmee ze achter Zuzana Hejnová en landgenote Dalilah Muhammad als derde eindigde.
Demus studeerde aan de Universiteit van South Carolina.

## Titels
- Olympisch kampioene 400 m horden - 2012
- Wereldkampioene 400 m horden - 2011
- Wereldkampioene 4 x 400 m estafette - 2009
- Amerikaans kampioene 400 m horden - 2005, 2006, 2009, 2011, 2012
- Amerikaans indoorkampioene 400 m - 2003
- Universitair indoorkampioene 400 m - 2003
- Universitair kampioene 400 m horden - 2002
- Wereldjuniorenkampioene 400 m horden - 2002
- Pan-Amerikaans jeugdkampioene 400 m horden - 1999

## Persoonlijke records
Outdoor
| Onderdeel    | Prestatie          | Datum            | Plaats       |
| ------------ | ------------------ | ---------------- | ------------ |
| 200 m        | 23,35 s            | 12 april 2008    | Coral Gables |
| 400 m        | 51,09 s            | 4 juni 2010      | Oslo         |
| 800 m        | 2.09,16            | 20 maart 2004    | Columbia     |
| 100 m horden | 12,96 s (-1,1 m/s) | 16 april 2011    | Walnut       |
| 400 m horden | 52,47 s            | 1 september 2011 | Daegu        |

Indoor
| Onderdeel   | Prestatie | Datum            | Plaats       |
| ----------- | --------- | ---------------- | ------------ |
| 400 m       | 51,63 s   | 13 maart 2004    | Fayetteville |
| 800 m       | 2.08,91   | 4 februari 2006  | Chapel Hill  |
| 55 m horden | 7,65 s    | 21 februari 2004 | Columbia     |
| 60 m horden | 8,11 s    | 12 maart 2004    | Fayetteville |

## Palmares

### 400 m horden
Kampioenschappen
- 1999:  Pan-Amerikaanse jeugdkampioenschappen - 57,04 s
- 2001: 5e Amerikaanse kampioenschappen - 56,51 s
- 2002:  WJK - 54,70 s
- 2003: 8e Amerikaanse kampioenschappen - 59,05 s
- 2004: 5e in ½ fin. OS - 54,32 s
- 2005:  Amerikaanse kampioenschappen - 53,35 s
- 2005:  WK - 53,27 s
- 2005:  Wereldatletiekfinale - 53,37 s
- 2006:  Amerikaanse kampioenschappen - 53,07 s
- 2006:  Wereldatletiekfinale - 53,42 s
- 2006:  Wereldbeker - 54,06 s
- 2008: 6e Wereldatletiekfinale - 55,44 s
- 2009:  Amerikaanse kampioenschappen - 53,78 (RW)
- 2009:  WK - 52,96 s
- 2011:  WK - 52,47 s
- 2012:  OS - 52,77 s (na DQ van Natalja Antjoech)
- 2013:  WK - 54,27 s

Golden League-podiumplaatsen
- 2005:  Meeting Gaz de France - 53,85 s
- 2005:  Golden Gala - 53,68 s
- 2005:  Bislett Games - 54,59 s
- 2005:  Weltklasse Zürich - 53,83 s
- 2005:  Memorial Van Damme - 53,61 s
- 2006:  Meeting Gaz de France - 53,76 s
- 2006:  Golden Gala - 53,51 s

Diamond League-podiumplaatsen
- 2010:  Shanghai Golden Grand Prix - 53,34 s
- 2010:  Golden Gala - 52,82 s
- 2010:  Prefontaine Classic - 53,03 s
- 2011:  Shanghai Golden Grand Prix - 54,58 s
- 2011:  Prefontaine Classic - 53,31 s
- 2011:  Weltklasse Zürich - 54,04 s
- 2012:  Golden Gala – 54,80 s
- 2012:  Herculis – 54,26 s

### 4 x 400 m estafette
- 2006:  Wereldbeker - 3.20,69
- 2009:  WK - 3.17,83

1984: Nawal El Moutawakel ·
1988: Debbie Flintoff-King ·
1992: Sally Gunnell ·
1996: Deon Hemmings ·
2000: Irina Privalova ·
2004: Fani Chalkia ·
2008: Melaine Walker ·
2012: Lashinda Demus ·
2016: Dalilah Muhammad ·
2020: Sydney McLaughlin ·
2024: Sydney McLaughlin-Levrone
1980: Bärbel Broschat ·
1983: Jekaterina Fesenko ·
1987: Sabine Busch ·
1991: Tatjana Ledovskaja ·
1993: Sally Gunnell ·
1995: Kim Batten ·
1997: Nezha Bidouane ·
1999: Daimí Pernía ·
2001: Nezha Bidouane ·
2003: Jana Pittman ·
2005: Joelia Petsjonkina ·
2007: Jana Rawlinson ·
2009: Melaine Walker ·
2011: Lashinda Demus ·
2013: Zuzana Hejnová ·
2015: Zuzana Hejnová ·
2017: Kori Carter ·
2019: Dalilah Muhammad ·
2022: Sydney McLaughlin  ·
2023: Femke Bol
1983: Walther, Busch, Koch, Rübsam ·
1987: Neubauer, Emmelmann, Schersing, Busch ·
1991: Ledovskaja, Dzjigalova, Nazarova, Bryzgina ·
1993: Torrence, Malone-Wallace, Kaiser-Brown, Miles-Clark ·
1995: Graham, Stevens, Jones, Miles-Clark ·
1997: Feller, Rohländer, Rücker, Breuer ·
1999: Tsjebykina, Gontsjarenko, Kotljarova, Nazarova ·
2001: Richards, Scott, Parris, Fenton ·
2003: Barber, Washington, Richards, Miles-Clark ·
2005: Petsjonkina, Krasnomovets, Antjoech, Pospelova ·
2007: Trotter, Felix, Wineberg, Richards ·
2009: Dunn, Felix, Demus, Richards ·
2011: Richards-Ross, Felix, Beard, McCorory ·
2013: Goesjtsjina, Firova, Ryzjova, Krivosjapka ·
2015: Day, Jackson, McPherson, Williams-Mills ·
2017: Hayes, Felix, Wimbley, Francis ·
2019: Francis, McLaughlin, Muhammad, Jonathas ·
2022: Diggs, Steiner, Wilson, McLaughlin ·
2023: Saalberg, Klaver, Peeters, Bol